# Anatolij Tołstouchow
Anatolij Wołodymyrowycz Tołstouchow, ukr. Анатолій Володимирович Толстоухов (ur. 2 stycznia 1956 w Charcysku w obwodzie donieckim) – ukraiński polityk, z wykształcenia historyk, deputowany oraz minister.

## Życiorys
Uzyskał dyplom z historii i języka angielskiego w jednym z instytutów pedagogicznych (1978). W 1988 został absolwentem wyższej szkoły partyjnej. Pracował jako nauczyciel i dyrektor szkoły, a także jako etatowy działacz partii komunistycznej oraz dziennikarz. Od 1982 do 1991 należał do Komunistycznej Partii Związku Radzieckiego.
W 1990 uzyskał mandat deputowanego do Rady Najwyższej. Od 1995 do 1997 był zastępcą ministra gabinetu ministrów, następnie do 1999 zajmował stanowisko ministra gabinetu ministrów w rządzie, którym kierował Wałerij Pustowojtenko. Od 2000 do 2001 był zastępcą przewodniczącego Kijowskiej Miejskiej Administracji Państwowej. W 2002 po raz drugi został posłem.
W latach 1996–2006 należał do liderów Partii Ludowo-Demokratycznej, pierwszej odgórnie utworzonej partii władzy, która uległa całkowitej marginalizacji po pomarańczowej rewolucji. W obu rządach Wiktora Janukowycza (2003–2005 i 2006–2007) ponownie był ministrem gabinetu ministrów. W 2007 przystąpił do partii Partii Regionów, z ramienia której w tym samym roku po raz trzeci uzyskał mandat deputowanego. W marcu 2010 po raz czwarty został ministrem gabinetu ministrów, wchodząc w skład nowo powołanego gabinetu Mykoły Azarowa. Odwołany został grudnia 2010. W 2011 mianowany specjalnym pełnomocnikiem premiera, którym był do 2013.